# Matthieu Delpierre
Matthieu Delpierre (Nancy, 26 april 1981) is een Frans voormalig betaald voetballer die bij voorkeur in de verdediging speelde. 

## Clubcarrière
Delpierre debuteerde in het betaald voetbal bij Lille OSC in de Ligue 2. De club promoveerde dat jaar als kampioen naar de Ligue 1 en kwalificeerde zich het seizoen direct daarna voor de UEFA Champions League. Na vier seizoenen in de Ligue 1 vertrok Delpierre naar VfB Stuttgart. Daarmee werd hij in het seizoen 2006/07 Duits landskampioen, waarop in 2007/08 zijn eerste Champions League-deelname met de Duitse club volgde. In 2011 ging hij naar TSG 1899 Hoffenheim. In zijn eerste seizoen speelde hij nog regelmatig, maar in het seizoen 2013/14 moest hij met het tweede team trainen.
Op 31 januari 2014 tekende hij een contract bij FC Utrecht. Twee dagen later verscheen hij meteen in de basiself tegen Ajax. Bij FC Utrecht werd hij tot op het einde van het seizoen 2013/14 niet meer uit de basis verdrongen.
Hij tekende in juli 2014 een eenjarig contract bij Melbourne Victory. Met de club werd hij in 2015 landskampioen en won hij ook de beker. In 2016 beëindigde Delpierre zijn loopbaan.

## Spelerstatistieken

### Overzicht als clubspeler
| seizoen | land      | club                | competitie | wedstrijden | doelpunten |
| ------- | --------- | ------------------- | ---------- | ----------- | ---------- |
| 1999/00 | Frankrijk | Lille OSC           | Ligue 2    | 2           | 0          |
| 2000/01 | Frankrijk | Lille OSC           | Ligue 1    | 8           | 0          |
| 2001/02 | Frankrijk | Lille OSC           | Ligue 1    | 25          | 0          |
| 2002/03 | Frankrijk | Lille OSC           | Ligue 1    | 31          | 3          |
| 2003/04 | Frankrijk | Lille OSC           | Ligue 1    | 17          | 0          |
| 2004/05 | Duitsland | VfB Stuttgart       | Bundesliga | 11          | 1          |
| 2005/06 | Duitsland | VfB Stuttgart       | Bundesliga | 29          | 0          |
| 2006/07 | Duitsland | VfB Stuttgart       | Bundesliga | 33          | 0          |
| 2007/08 | Duitsland | VfB Stuttgart       | Bundesliga | 22          | 0          |
| 2008/09 | Duitsland | VfB Stuttgart       | Bundesliga | 22          | 1          |
| 2009/10 | Duitsland | VfB Stuttgart       | Bundesliga | 27          | 0          |
| 2010/11 | Duitsland | VfB Stuttgart       | Bundesliga | 18          | 1          |
| 2011/12 | Duitsland | VfB Stuttgart       | Bundesliga | 1           | 0          |
| 2012/13 | Duitsland | TSG 1899 Hoffenheim | Bundesliga | 23          | 1          |
| 2013/14 | Duitsland | TSG 1899 Hoffenheim | Bundesliga | 0           | 0          |
| 2013/14 | Nederland | FC Utrecht          | Eredivisie | 14          | 0          |
| 2014/15 | Australië | Melbourne Victory   | A-League   | 15          | 1          |
| 2015/16 | Australië | Melbourne Victory   | A-League   | 26          | 0          |

Bijgewerkt op 17 september 2017.

## Erelijst
Lille OSC
- Ligue 2

1999/00
 VfB Stuttgart
- Landskampioen

2006/07
 Melbourne Victory
- A-League

2014/15
- FFA Cup
- 2015